# Attila Borsos (Eishockeyspieler)
Attila Borsos (* 6. Januar 1973 in Gheorgheni) ist ein ehemaliger rumänischer Eishockeyspieler, der einen Großteil seiner Karriere bei Dunaújvárosi Acélbikák in der Ungarischen Eishockeyliga und der Interliga spielte.

## Karriere

### Club
Attila Borsos, der der ungarischsprachigen Minderheit der Szekler in Rumänien angehört, begann seine Karriere als Eishockeyspieler beim Lehel HC Jászberény in der ungarischen Liga. 1995 wechselte er zum Ligakonkurrenten Dunaújvárosi Acélbikák, mit dem er 1996, 1998, 2000 und 2002 ungarischer Meister sowie 1996, 1998, 2000, 2001, 2002, 2003, 2004 und 2008 Pokalsieger wurde. 2008 kehrte er in seine Geburtsstadt zurück, wo er ein gutes halbes Jahr für den CS Progym in der MOL Liga antrat. Anfang 2009 kehrte er nach Dunaújváros zurück, wo er ebenfalls in der MOL Liga und zudem auch erneut in der ungarischen Eishockeyliga spielte. Nachdem er 2010 mit Acélbikák erneut den ungarischen Pokalwettbewerb gewonnen hatte, schloss er sich dem Ferencvárosi TC aus Budapest an, für den er ebenfalls in der MOL Liga und der ungarischen Liga aktiv war. 2011 kehrte er erneut nach Rumänien zurück, wo er noch zwei Jahre für den ASC Corona 2010 Brașov in der MOL Liga und erstmals auch in der rumänischen Liga auf dem Eis stand, bevor er 2013 mit dem Gewinn des rumänischen Eishockeypokals seine Karriere beendete.

### International
Borsos spielt international im Gegensatz zu anderen Szeklern, die für Ungarn antreten, für sein Geburtsland Rumänien. Er nahm zunächst an den U18-B-Europameisterschaften 1990 und 1991 teil. 1993 nahm er mit den rumänischen Junioren an der U20-B-Weltmeisterschaft teil.
Sein Debüt in der Herren-Nationalmannschaft gab er bei der C-Weltmeisterschaft 1997. Auch 1998 und 1999 spielte er in der C-Gruppe. Nach der Umstellung auf das heutige Divisionensystem spielte er für Rumänien bei den Weltmeisterschaften der Division II 2001 und 2008, als er als Torschützenkönig und drittbester Scorer hinter seinen Landsleuten Cătălin Geru und Ioan Timaru zum wertvollsten Spieler des Turniers gewählt wurde, sowie der Division I 2002 und 2003.
Außerdem spielte er für Rumänien beim Qualifikationsturnier für die Olympischen Winterspiele in Turin 2006.

## Erfolge
- 1996 Ungarischer Meister und Pokalsieger mit Dunaújvárosi Acélbikák
- 1998 Ungarischer Meister und Pokalsieger mit Dunaújvárosi Acélbikák
- 2000 Ungarischer Meister und Pokalsieger mit Dunaújvárosi Acélbikák
- 2001 Ungarischer Meister mit Dunaújvárosi Acélbikák
- 2001 Aufstieg in die Division I bei der Weltmeisterschaft der Division II, Gruppe B
- 2002 Ungarischer Meister und Pokalsieger mit Dunaújvárosi Acélbikák
- 2003 Ungarischer Pokalsieger mit Dunaújvárosi Acélbikák
- 2004 Ungarischer Pokalsieger mit Dunaújvárosi Acélbikák
- 2008 Ungarischer Pokalsieger mit Dunaújvárosi Acélbikák
- 2008 Aufstieg in die Division I bei der Weltmeisterschaft der Division II, Gruppe A
- 2008 Torschützenkönig und wertvollster Spieler bei der Weltmeisterschaft der Division II, Gruppe A
- 2010 Ungarischer Pokalsieger mit Dunaújvárosi Acélbikák
- 2013 Rumänischer Pokalsieger mit dem ASC Corona 2010 Brașov

## MOL-Liga-Statistik
(Stand: Ende der Saison 2012/13)